# Araneus elatatus
Araneus elatatus är en spindelart som först beskrevs av Embrik Strand 1911.  Araneus elatatus ingår i släktet Araneus och familjen hjulspindlar. Inga underarter finns listade i Catalogue of Life.